# کریستن چنووس
کریستن چنووس (به انگلیسی: Kristin Chenoweth) (زاده  ۲۴ ژوئیهٔ ۱۹۶۸) ، خواننده و بازیگر آمریکایی است.

## فیلم‌ها
- آر وی
- پلنگ صورتی
- افسونگر
- عجیب‌تر از داستان
- دویدن با قیچی
- فرزندان
- فرزندان ۲
- شرور
- دوباره تو
- بزن و فرار کن
- جنس مخالف
- پسر همسایه
- تعطیلات
- راز کوچک ما